# Danskar
Danskar (danska: danskere, uttal: [ˈtænskɐɐ]) kan användas i tre olika betydelser:
- En etnisk grupp om ungefär sju miljoner människor[källa behövs], varav flertalet, ungefär fem miljoner, är bosatta i Danmark.
- Alla personer som har danska som modersmål. Dessa bor huvudsakligen i Danmark, men en minoritet finns även i området Sydslesvig i förbundslandet Schleswig-Holstein i nordvästra Tyskland.
- Alla personer som är medborgare i landet Danmark.

Det finns många ättlingar till danskar i Nordamerika, framför allt bland mormonerna i Utah.[källa behövs]